# Matías Abelairas
Matías Enrique Abelairas (Olavarría, 18 de Junho de 1985), é um ex-futebolista argentino que atuava como meio-campo. 

## Carreira

### River Plate
No River Plate ele atuava como meio-campista e ele foi o batedor oficial de faltas, escanteios e pênaltis da equipe. Se caracterizava pela sua raça e pela facilidade de pegar bem na bola, sendo peça central da equipe. Sofreu uma lesão que o retirou de campo por seis meses e no final de 2011 rompeu o contrato com o River Plate.
Após o rompimento de contrato com o River Plate, ainda em 2011, Abelairas fez um período de teste no Glasgow Rangers da Escócia, mas não foi aprovado. Ele chegou, inclusive, a cogitar encerrar a carreira.

### Vasco da Gama
Em Janeiro de 2012, Abelairas acertou com o Vasco da Gama.
Estreiou na vitória do Vasco por 2 x 0 sobre o Olaria, no dia 3 de março, pela Taça Rio. O argentino entrou faltando 15 minutos para o fim da partida. Atuou em apenas 4 jogos. Apesar de ser um jogador com recursos, teve pouquíssimas chances na equipe cruz-maltina, que na época contava com peças como Fellipe Bastos, Felipe, Carlos Alberto, Juninho e Diego Souza para a posição. O argentino se contundiu e passou pelo departamento médico 2 vezes, dificultando muito uma briga por posição na equipe carioca. Ficou no Vasco num período de 6 meses. De forma amigável Abelairas rescindiu contrato com o Vasco no dia 13 de junho de 2012, e transferiu-se para o Puebla, do México.

### Aposentadoria
Abelairas se aposentou em julho de 2022, pelo Social y Deportivo el Fortín, clube que marcou sua formação profissional.

## Títulos
River Plate
- Torneio Clausura: 2004, 2008

 Unión Española
- Campeonato Chileno de Futebol: 2013
- Supercopa do Chile: 2013